# Pekingi ősz
A Pekingi ősz az író, dzsesszzenész, sanzonköltő Boris Vian egyik legjelentősebb műve.
Boris Vian az abszurd irodalom egyik első mestere (is) volt. Már a regény  címe is egy abszurd vicc, hiszen a könyv nem is Pekingben, és nem is ősszel játszódik. A XX, századi prózairodalom klasszikus művévé vált a Pekingi ősz, ez az egyszerre elgondolkoztató, nagyon emberi alkotás. Igazi stílusbravúr, egyszerre a modernkedés csúcsteljesítménye és paródiája. Nem is kell minden szavát komolyan venni.
A könyv mintegy harminc fontosabb szereplője között van a szerző két alteregója is.
A Pekingi ősz Vian legbonyolultabb prózai műve. A fiktív helyszínen, a nagyjából lakatlan sivatagban, Exopotámiában játszódó történet egy szerelmi háromszög körül bonyolódik. Az egyes fejezetek előtti abszurd mottók és a szexualitással foglalkozó egyházi tilalmak parodizálása, a valamennyire rejtett alkímiai utalásokon; a mulatságos nyelvi játékok pedig a szerzőt ért korábbi sérelmek verbális megtorlásaként működnek.

## Magyarul
Fordító: Pődör László
Amadis Dudu... halkan suhant tova, miközben hátulja a földet súrolta, szikrakévéket csiholva ki a gömbölyű hátú kockakövekből. Némelyik vezető még tűzkövet is tett alája, hogy jobban szikrázzon, (az ilyesmit mindig a hátul érkező autóbuszok sofőrjei mívelték).